# Microcyclops rubellus
Microcyclops rubellus – gatunek widłonoga z rodziny Cyclopidae. Opisał go w 1901 roku szwedzki zoolog Vilhelm Lilljeborg, nadając mu nazwę Cyclops rubellus.